# سیارک ۱۰۳۵۱
سیارک ۱۰۳۵۱ (به انگلیسی: 10351 Seiichisato، نامگذاری:1992SE1) ده هزار و سیصد و پنجاه و یکمین سیارک کشف شده‌است که در ۲۳ سپتامبر ۱۹۹۲ کشف شد.
قدر مطلق سیارک برابر ۱۲٫۹۰ است.